# Papaver lapeyrousianum
Papaver lapeyrousianum là một loài thực vật có hoa trong họ Anh túc. Loài này được Gutermann ex Greuter & Burdet mô tả khoa học đầu tiên năm 1981.